# 旱生点地梅
旱生点地梅（学名：Androsace lehmanniana）为报春花科点地梅属下的一个种。

## 扩展阅读
- 維基物種上的相關：旱生点地梅